# Long Grove
Long Grove – wieś w Stanach Zjednoczonych, w stanie Illinois, w hrabstwie Lake. W 2010 liczyła 8043 mieszkańców.